# چشم در برابر چشم (فیلم ۱۹۸۱)
«چشم در برابر چشم» (انگلیسی: An Eye for an Eye) فیلمی در ژانر اکشن و رزمی به کارگردانی استیو کارور است که در سال ۱۹۸۱ منتشر شد.

## بازیگران
- چاک نوریس
- کریستوفر لی
- ریچارد راوندتری
- ماکو ایواماتسو
- روزالیند چائو
- جی ای فریمن
- مت کلارک
- پروفسور تاناکا